# Lijst van gemeenten in Prahova

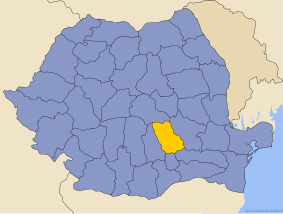
District Prahova

Hier de lijst van gemeenten in het Roemeense district Prahova:
1. Adunați
2. Albești-Paleologu
3. Aluniș
4. Apostolache
5. Ariceștii Rahtivani
6. Ariceștii Zeletin
7. Baba Ana
8. Balta Doamnei
9. Bălțești
10. Bănești
11. Bărcănești
12. Bătrâni
13. Berceni
14. Bertea
15. Blejoi
16. Boldești-Grădiștea
17. Brazi
18. Brebu
19. Bucov
20. Călugăreni
21. Cărbunești
22. Ceptura
23. Cerașu
24. Chiojdeanca
25. Ciorani
26. Cocorăștii Mislii
27. Cocorăștii Colț
28. Colceag
29. Cornu
30. Cosminele
31. Drăgănești
32. Drajna
33. Dumbrava
34. Dumbrăvești
35. Filipeștii de Pădure
36. Filipeștii de Târg
37. Fântânele
38. Florești
39. Fulga
40. Gherghița
41. Gorgota
42. Gornet
43. Gornet-Cricov
44. Gura Vadului
45. Gura Vitioarei
46. Iordăcheanu
47. Izvoarele
48. Jugureni
49. Lapoș
50. Lipănești
51. Măgurele
52. Măgureni
53. Măneciu
54. Mănești
55. Olari
56. Păcureți
57. Păulești
58. Plopu
59. Podenii Noi
60. Poiana Câmpina
61. Poienarii Burchii
62. Posești
63. Predeal-Sărari
64. Provița de Jos
65. Provița de Sus
66. Puchenii Mari
67. Râfov
68. Salcia
69. Sălciile
70. Scorțeni
71. Secăria
72. Sângeru
73. Șirna
74. Șoimari
75. Șotrile
76. Starchiojd
77. Ștefești
78. Surani
79. Talea
80. Tătaru
81. Teișani
82. Telega
83. Tinosu
84. Târgșoru Vechi
85. Tomșani
86. Vadu Săpat
87. Valea Călugărească
88. Valea Doftanei
89. Vărbilău
90. Vâlcănești

Steden met gemeentestatus: Ploiești · Câmpina

Steden zonder gemeentestatus: Azuga · Băicoi · Boldești-Scăeni · Breaza · Bușteni · Comarnic · Mizil · Plopeni · Sinaia · Slănic · Urlați · Vălenii de Munte

Gemeenten: Adunați · Albești-Paleologu · Aluniș · Apostolache · Ariceștii Rahtivani · Ariceștii Zeletin · Baba Ana · Balta Doamnei · Bălțești · Bănești · Bărcănești · Bătrâni · Berceni · Bertea · Blejoi · Boldești-Gradiștea · Brazi · Brebu · Bucov · Călugăreni · Cărbunești · Ceptura · Cerașu · Chiojdeanca · Ciorani · Cocorăștii Mislii · Cocorăștii Colț · Colceag · Cornu · Cosminele · Drăgănești · Drajna · Dumbrava · Dumbrăvești · Filipeștii de Pădure · Filipeștii de Târg · Fântânele · Florești · Fulga · Gherghița · Gorgota · Gornet · Gornet-Cricov · Gura Vadului · Gura Vitioarei · Iordăcheanu · Izvoarele · Jugureni · Lapoș · Lipănești · Măgurele · Măgureni · Măneciu · Mănești · Olari · Păcureți · Păulești · Plopu · Podenii Noi · Poiana Câmpina · Poienarii Burchii · Posești · Predeal-Sărari · Provița de Jos · Provița de Sus · Puchenii Mari · Râfov · Salcia · Sălciile · Scorțeni · Secăria · Sângeru · Șirna · Șoimari · Șotrile · Starchiojd · Ștefești · Surani · Talea · Tătaru · Teișani · Telega · Tinosu · Târgșoru Vechi · Tomșani · Vadu Săpat · Valea Călugărească · Valea Doftanei · Vărbilău · Vâlcănești
Alba · Arad · Argeș · Bacău · Bihor · Bistrița-Năsăud · Botoșani · Brașov · Brăila · Buzău · Caraș-Severin · Călărași · Cluj · Constanța · Covasna · Dâmbovița · Dolj · Galaţi · Giurgiu · Gorj · Harghita · Hunedoara · Ialomița · Iași · Ilfov · Maramureș · Mehedinți · Mureș · Neamț · Olt · Prahova · Satu Mare · Sălaj · Sibiu · Suceava · Teleorman · Timiș · Tulcea · Vaslui · Vâlcea · Vrancea